# 귄터 네처
귄터 테오도어 네처(독일어: Günter Theodor Netzer, 노르트라인베스트팔렌주 묀헨글라트바흐, 1944년 9월 14일 ~)는 전 독일의 축구 선수로, 현재 언론계에서 일하고 있다. 선수 시절, 그는 역사상 가장 위대한 패스마스터 중 한명으로 평가된다. 그에 따라서, 그는 올해의 독일 선수에 1972년과 1973년에 연달아 선출되었다.

## 클럽 경력

### 보루시아 묀헨글라트바흐
소매상의 아들이었던 귄터 네처는 보루시아 묀헨글라트바흐의 팀 선수가 되기 전에, 지역 라이벌 1. FC 묀헨글라트바흐에서 8세부터 19세까지 축구를 하였다. 그는 그 후, 1965-66시즌 프로계약을 하였고, 같은 해에 그는 서독 축구 국가대표팀에 발탁되었다.
보루시아 묀헨글라트바흐의 선수로 1970년과 1971년 분데스리가를 우승하고 (독일 역사상 최초의 2연패), DFB-포칼을 1973년에 우승하였다. 1. FC 쾰른과의 마지막 경기에서 그는 그의 감독에게 점퍼를 벗으며 "나는 지금 당장 뛰겠다"라 하며, 연장전 교체 선수로 출전하였다. 그 후, 3분이 지나지 않아 네처는 결승골을 넣었다.
네처는 1973년까지 묀헨글라트바흐의 선수로 뛰었다. 그는 230 분데스리가 경기에 출전하고, 82골을 넣었다. 이 당시 보루시아 묀헨글라트바흐와 FC 바이에른 뮌헨의 라이벌 의식은 매우 높았다. 바이에른 뮌헨은 프란츠 베켄바워, 게르트 뮐러, 한스게오르크 슈바르첸베크, 파울 브라이트너, 그리고 제프 마이어를 가지고 있었고, 묀헨글라트바흐는 베르티 포크츠, 헤르베르트 비머, 유프 하인케스와 귄터 네처를 가지고 있었다. 그들이 첫 성공을 맛보았을때, 팀의 평균 연령은 두 쪽 모두 21세였다.

### 레알 마드리드
요한 크라위프가 FC 바르셀로나에 1973년 합류함에 따라, 레알 마드리드는 이에 맞대응을 할 필요가 있었다. 그 결과 그를 산티아고 베르나베우로 그 해 불러들이고, 이듬해 파울 브라이트너를 불러들였다. 네처는 1976년까지 스페인에 있었으며, 1975년과 1976년에 라 리가우승을 하고, 코파 델 레이를 1974년과 1975년에 우승하였다. 스페인 수도에서의 3년 뒤, 네처는 스위스의 그라스호퍼 클럽 취리히와 계약하였고, 이듬해 1977년에 은퇴하였다.

## 국가대표 경력
그는 서독 국가대표로 37경기를 1965년과 1975년사이에 치렀고, 6골을 넣으며 UEFA 유로 1972의 우승에 큰 원동력이 되었다. 그는 (동독을 상대로 21분) 짧게 1974년 FIFA 월드컵에 출전하였다. 토너먼트에서, 볼프강 오베라트는 독일의 주축 미드필더였고, 그에 따라 네처는 자주 출장할 수 없었다.
네처는 플레이메이커의 아이콘으로, 롱패스와 피치 절반을 압박하는, 역사상 최고의 미드필더로 평가받았다. 볼터치 능력 외에도, 그는 팀에서 논쟁이 필요 없는 선수로 평가받았다. 보루시아 묀헨글라트바흐의 선수로, 그는 헤네스 바이스바일러 감독 하와 피치 밖에서 많은 자유를 누렸다.

## 함부르거 SV
은퇴 후, 네처는 함부르거 SV의 경기장 잡지를 인쇄하게 되었다. 구단 회장 파울 벤티엔은 그가 구단의 이사장이 되는 것에도 합의하였다. 그는 8년동안 성공적으로 보냈고, 함부르크를 에른스트 하펠이나 브란코 제베츠 등의 유명 감독이 계약하는 팀으로 변모시켰고, 팀은 분데스리가에 3회 우승 (1979년, 1982년, 1983년) 하였다. 1983년, 함부르크는 유러피언 컵 결승에 올랐다. 호르스트 흐루베슈, 펠릭스 마가트, 만프레드 칼츠에 힘입어 함부르크는 유러피언 컵의 역사상 최대 이변을 일으켰고 1982년 FIFA 월드컵의 우승 주역과 미셸 플라티니, 즈비그니에프 보니에크를 주축으로 하는 유벤투스 FC를 꺾고 우승컵을 들었다.. 귄터 네처의 시대는 함부르거 SV의 가장 성공적인 시대로 평가받는다.

## 수상

### 선수
보루시아 묀헨글라트바흐
- 분데스리가: 1969-70, 1970-71
- DFB-포칼: 1972-73
- UEFA 컵 준우승: 1972-73

레알 마드리드 CF
- 라 리가: 1974-75, 1975-76
- 코파 델 레이: 1973-74, 1974-75

서독
- UEFA 유로: 1972
- FIFA 월드컵: 1974

개인
- 발롱도르 2위 : 1972
- UEFA 유로 대회 베스트 : 1972
- 독일 올해의 축구 선수: 1972, 1973
- 독일 올해의 골 : 1971, 1972
- 키커 올해의 팀 : 1965–66, 1966–67, 1967–68, 1968–69, 1969–70, 1970–71, 1971–72
- 월드사커 올해의 팀 : 1972, 1973, 1975
- 독일 스포츠 명예의 전당

### 구단 이사장
함부르거 SV
- 분데스리가: 1978-79, 1981-82, 1982-83
- 유러피언컵: 1982-83
- 인터콘티넨털컵 준우승: 1983

## 언론직
선수 생활 후, 네처는 현 거처인 스위스 취리히에서 그의 광고직을 찾았다. 그는 TV 중계권에 대해 일하며 스위스 스포츠의 행정 감독으로 독일 축구 협회와 파트너쉽을 체결한 Infront Sports & Media AG에서 일하고 있다.
그와 더불어, 네처는 TV의 리포터와 축구 평론가로 일하고 있다. 독일 TV 채널 ARD는 게르하르트 델링과 함께, 독일 축구 국가대표팀의 경기를 중계하였고, 아돌프 그림상 (Adolf Grimme Award)을 2000년에 수상하였다.
네처와 델링은 TV에서 그들간의 잦은 언쟁에도 불구하고, 중계에 있어 아이콘적 존재로 부각되었다.
이들의 격렬한 비판은 루디 푈러가 아이슬란드와의 경기 후인 2003년 9월 6일 비난하도록 야기시켰다. 그 뒤, 클럽팀 감독은 네처가 득점 없는 무승부 후의 라이브 인터뷰에서 권한을 남용하였다고 비난 하였다.
남아프리카 공화국에서 개최된 2010년 FIFA 월드컵 이후, 네처는 ARD 해설직을 13년 만에 그만 두겠다고 선언하였다.